# Санта Марија (Ботошани)
Санта Марија (рум. Sânta Maria) насеље је у Румунији у округу Ботошани. Oпштина се налази на надморској висини од 102 m.

## Становништво
Према подацима из 2011. године у насељу је живело 3062 становника.